# Колос (Березинський район)
Колос (біл. вёска Колас) — село в складі Березинського району Мінської області, Білорусь. Село підпорядковане Селібській сільській раді, розташоване в східній частині області.